# پیتیس

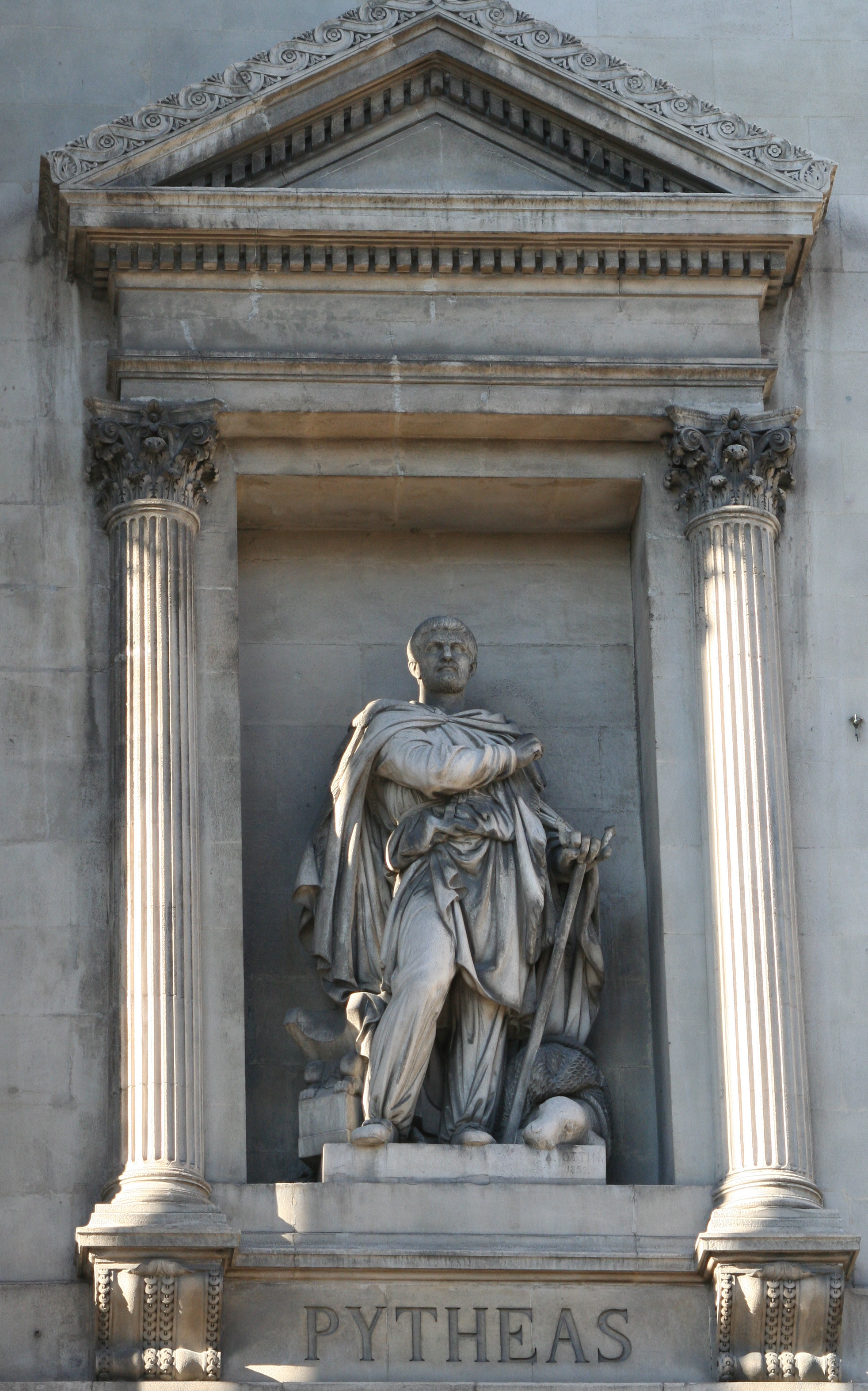
تندیس پوتئاس در مارسی

پوتئاس (به یونانی: Πυθέας ὁ Μασσαλιώτης)(زاده ۳۸۰-مرگ ۳۱۰ پیش از میلاد) گیتانگار، جغرافی‌دان و جستجوگر یونانی در سدهٔ چهارم پیش از زایش مسیح بود. او از مردمان مستعمرهٔ یونانی ماسیلیا (مارسی کنونی در فرانسه) بود. پوتئاس در ۳۲۵ پیش از میلاد به سفری اکتشافی به شمال باختری اروپا دست زد و از بخش‌های بخش قابل توجهی از جزیره بریتانیا بازدید کرد. به نظر می‌رسد که نخستین گزارش از استون‌هنج در تاریخ نقل یادداشت‌های اوست. پوتئاس نخستین کسی‌است که از «بریتانیا» و نیز ژرمن‌ها نام می‌بَرد. او همچنین در گزارش‌هایش از سفر به دورترین سرزمین شمالی سخن می‌گوید. افزون بر آن نخستین بار در نوشته‌های او؛ ماه عامل جزر و مد دانسته‌می‌شود. شرح و توصیف او از آن‌جا، به‌طور گسترده‌ای در دوران باستان شناخته شده بوده، ولی باقی نمانده‌است.
نام پوتئاس در تاریخ به عنوان نخستین فرد برای توصیف پدیدهٔ خورشید نیمه‌شب در تاریخ ثبت شده‌است. فرضیهٔ نظری وجود نواحی یخبندان، و مناطق معتدل که در آن شب در تابستان بسیار کوتاه‌تر است و خورشید در وضعیت انقلاب تابستانی است، برای زمان او پدیده‌های شناخته‌شده‌ای بودند؛ و همین‌گونه، گزارش‌های وجود یک سرزمین از برف دائمی و تاریکی (کشور های‌پِربورین‌ها) سده‌ها پیش از آن به برخی از سرزمین‌های مدیترانه‌ای رسیده‌بود. پوتئاس نخستین دیدارکننده دانشمند شناخته‌شده‌است که از کلاهک یخی قطبی و قبایل ژرمن خبر داده‌است.
در سفر دور دریایی خود، پوتئاس به بخش قابل توجهی از بریتانیا سفر کرده‌است. همچنین او ممکن است که به ایسلند هم رسیده باشد. پلینیوس (۲۳–۷۹ میلادی) می‌گوید که تاریخ‌نگار تیمائوس (تاریخ‌نگار) (زادهٔ ۳۴۵ پ. م- درگذشتهٔ ۲۵۰ پ. م) باور داشته که پوتئاس کهربا را شناخته‌است.